# Évora
Évora este un oraș situat în districtul Évora din Portugalia, înscris pe lista patrimoniului cultural mondial UNESCO. În 2004 avea 41.159 de locuitori.
Orașul este compus din parohiile Santo Antão, São Mamede și Sé e São Pedro in centrul istoric și parohiile urbane Bacelo, Horta das Figueiras, Malagueira, and Senhora da Saúde situate în afara zidurilor antice ale orașului.
Datorită prezervării foarte bune a centrului orașului vechi, care încă este înconjurat de zidurile medievale, și a unui mare număr de monumente ce datează din perioade istorice diferite, printre care un templu roman din secolul I, dedicat cel mai probabil lui Augustus, deși localnicii vorbesc despre el ca fiind al Dianei, Évora figurează pe lista patrimoniului cultural mondial UNESCO.

## Galerie de imagini

Évora (Templo Romano de Diana şi Convento los Loios)
Évora (Sé Catedral)
Évora (Convento los Loios şi Pousada dos Loios)
Évora (Igreja de Nª Senhora da Graça)